# Bottom Bitch
"Bottom Bitch" é uma canção da rapper e cantora norte-americana Doja Cat, gravada para seu segundo álbum de estúdio, Hot Pink (2019). A canção foi escrita e produzida por Doja Cat e Yeti Beats e contém sample do single de 1999 "What's My Age Again?", da banda de rock norte-americana Blink-182, cujos membros também são creditados como co-compositores. Foi lançada através da Kemosabe e RCA Records em 3 de outubro de 2019, como o segundo single de Hot Pink.
Musicalmente, a canção incorpora o hip hop alternativo e o pop punk com elementos do grunge. Um vídeo musical, dirigido por Jack Begert, foi lançado no mesmo dia. O vídeo mostra Doja andando de skate ao redor do Vale de São Fernando enquanto vandaliza e causa problemas, terminando com uma apresentação da canção em um parque de skate, com uma aparição da rapper norte-americana Rico Nasty.

## Antecedentes e lançamento
Doja Cat fez alusão à canção pela primeira vez em uma entrevista ao Total Request Live através da MTV, afirmando que ela sampleou o Blink-182 em uma das canções de seu segundo álbum de estúdio Hot Pink (2019). "Bottom Bitch" foi anunciada oficialmente em seu Instagram em 2 de outubro de 2019, divulgando a capa do single e a data de lançamento para 3 de outubro de 2019.

## Composição
"Bottom Bitch" foi descrita como uma faixa de hip hop alternativo e pop punk. A canção também tem elementos do grunge. Contém sample do single de 1999, "What's My Age Again?", da banda de rock norte-americana Blink-182, do álbum Enema of the State (1999), com o riff de guitarra original desacelerado e transposto. O termo bottom bitch geralmente se refere a uma prostituta que tem status ou poder sobre outras prostitutas que trabalham para um cafetão.

## Recepção da crítica
"Bottom Bitch" foi recebida com críticas positivas. The Musical Hype classificou a canção com quatro de cinco estrelas e a descreveu como "uma explosão de ouvir", observando que "é atrevida, mas cativante ao mesmo tempo". Maxamillion Polo da Ones to Watch elogiou sua "produção do final dos anos 90 e início dos anos 2000, que evoca o grunge, imediatamente nos levando de volta a uma época em que tudo o que queríamos ser era um pouco mais como Avril Lavigne ou Kurt Cobain". Jarred Howard, do Lyrical Lemonade, disse que "Bottom Bitch" era "atemática" e "o tipo de canção que eu procurava sempre que ouvi pela primeira vez o single 'So High' de Doja Cat em 2014".

## Vídeo musical
Um vídeo musical foi lançado no mesmo dia do single em 3 de outubro de 2019. Foi dirigido por Jack Begert e produzido pela produtora Psycho Films. Ele mostra Doja Cat andando de skate pelo Vale de São Fernando, com fotos dela e de seus amigos jogando milkshakes em um policial e ovos em um veículo de passageiros. O vídeo termina com Doja Cat apresentando a canção em um parque de skate com o público assistindo. A rapper norte-americana Rico Nasty faz uma aparição durante esta cena.
O estilista de Doja, Brett Alan Nelson, lembrou em uma entrevista da Billboard sobre ter sido inspirado pela angústia feminina da canção pop punk para as roupas que Doja usaria no vídeo. Na mesma entrevista, Nelson também se lembra de obter autorização do logotipo da empresa de roupas Dickies para que Doja os usasse no vídeo. Dickies então redigiu a liberação do logotipo de Nelson, alegando que Doja era "sexy demais para sua marca". Nelson na noite anterior coloriu os "ies" de Dickies e a ferradura para revelar apenas "Dick", na esperança de se vingar da marca.

## Créditos e pessoal
Todo o processo de elaboração de "Bottom Bitch" atribui os seguintes créditos:
- Doja Cat: vocais, composição, produção
- Yeti Beats: composição, produção, engenharia
- Travis Barker: composição
- Mark Hoppus: composição
- Tom DeLonge: composição
- Mike Bozzi: engenharia de masterização
- David Nakaji: engenharia de mixagem
- John Bruington: assistente de engenharia

## Desempenho comercial

### Tabelas semanais
| Tabela musical (2019)                      | Melhor posição |
| ------------------------------------------ | -------------- |
| Estados Unidos (Rolling Stone Trending 25) | 16             |
| Nova Zelândia (Hot 40 Singles)             | 32             |

## Histórico de lançamento
| Região | Data                 | Formato(s)                 | Gravadora    | Ref.   |
| ------ | -------------------- | -------------------------- | ------------ | ------ |
| Várias | 3 de outubro de 2019 | Download digital streaming | Kemosabe RCA | [ 18 ] |